# Bass (Akustik)
Der Begriff Bass (auch Tiefton) wird in der Akustik für Frequenzen von 16 bis 150 Hz benutzt. Besonders tiefe Frequenzen unter 60 Hz werden auch als Subbass bezeichnet.

## Wahrnehmung
Dieser Frequenzbereich macht annähernd ein Drittel des vom Menschen hörbaren Frequenzspektrums aus und ist daher ein wesentlicher Bestandteil des menschlichen Hörens.
Die tiefste für das menschliche Ohr hörbare Frequenz liegt je nach Individuum bei 16–21 Hz. Der Mensch nimmt dabei tiefe Töne sehr viel leiser war, als z. B. mittlere Bereiche des akustischen Spektrums. Ein Ton mit einem Schalldruckpegel von 20dB erzeugt bei 1000 Hz etwa das gleiche Lautstärkeempfinden von 20 Phon, wie ein Ton mit 80 dBspl bei 20 Hz.
Reine Sinustöne mit niedriger Frequenz als 120 Hz sind vom menschlichen Gehör zunehmend schwerer lokalisierbar. Sinustöne tiefer als 80 Hz sind in der Regel überhaupt nicht mehr bezüglich ihrer Herkunftsrichtung lokalisierbar. Bei realen Basstönen in der Musik sind Klanganteile mit höheren Frequenzen bei der Richtungslokalisation hilfreich. Daher können impulsartige Basstöne ausreichender Amplitude in der Regel gut lokalisiert werden. Die Phasenlage eines Tones kann ohne weiteren Bezug vom Gehör nicht festgestellt werden.
Bei der Verwendung von Lautsprechern In Räumen kommt bei Bässen die Wirkung von Schallreflexionen zum Tragen, welche je nach Lautstärke und Phase der Töne zu Raummoden und einer (unter Umständen falschen) Richtungslokalisation führen können. Unter anderem deshalb ist der Aufstellort einer Subbass-Box (Woofer) nicht egal: Auch ein Subbass müsste grundsätzlich auf der gleichen Zeit- und Impulsachse spielen, wie die Mittel- und Hochtonlautsprecher, allerdings werden oft Kompromisse gesucht, um dem Modenproblem zu begegnen.
Tiefe Frequenzen werden nicht nur durch die Ohren wahrgenommen, sondern mit dem ganzen Körper – auch Gehörlose können diese Schwingungen wahrnehmen und daher zum Takt tanzen. Bereits im Mittelalter hat man sich das Wirken des Basses bei den Orgelstücken in der Kirche zu Nutze gemacht: Tiefe Bässe hatten etwas Ehrfurchtgebietendes, weshalb sie nur an ganz bestimmten Stellen eingesetzt wurden.
Tiefe Töne können über große Entfernungen hin erfasst werden, da höhere Frequenzen einer größeren Dämpfung unterliegen. Diesen Umstand machen sich unter anderem Wale bei ihrer Kommunikation zunutze, aber auch das Weitbereichssonar arbeitet auf der Grundlage der Reichweite von tiefen Tönen.